# 克羅埃西亞國家男子水球隊
克羅埃西亞國家男子水球隊代表克羅埃西亞參加國際水球賽事和友誼賽。由克羅埃西亞水球協會管理。

## 外部連結
- 官方網站 （页面存档备份，存于）

Template:克羅埃西亞國家體育隊